# Rizzoli & Isles (seizoen 1)
Dit artikel vat het eerste seizoen van Rizzoli & Isles samen. Dit seizoen liep van 12 juli 2010 tot en met 13 september 2010 en bevatte tien afleveringen.

## Rolverdeling

### Hoofdrollen
- Angie Harmon - Jane Rizzoli
- Sasha Alexander - Maura Isles
- Lorraine Bracco - Angela Rizzoli
- Jordan Bridges - Frankie Rizzoli jr.
- Lee Thompson Young - Barry Frost
- Bruce McGill - Vincent Korsak

### Terugkerende rollen
- Brian Goodman - Sean Cavanaugh
- Chazz Palminteri - Frank Rizzoli sr.
- Billy Burke - speciaal agent Gabriel Dean
- Chris Butler - rechercheur Darren Crowe
- Donnie Wahlberg - inspecteur Joey Grant
- Michael Massee - Charles Hoyt

## Afleveringen
| Nr. | Aflevering | Titel                              | Regisseur        | Schrijver(s)            | Selectie gastrollen | Uitzenddatum      |  |
| --- | ---------- | ---------------------------------- | ---------------- | ----------------------- | --- | ----------------- |  |
| 1 | 1          | See One. Do One. Teach One         | Michael M. Robin | Janet Tamaro            | Marisa Ramirez - Marisa Rodriguez David Purdham - senator Sam Conway Julius Tennon - Warden Kate Lacey-Kiley - Kitty Vansen                                                            | 12 juli 2010      |  |
| Wanneer een welgesteld echtpaar in hun huis vermoord worden gevonden gaan Jane en Maura op onderzoek uit. Hun onderzoek wijst uit dat de werkwijze van de moordenaar sterk lijkt op de methodes van de seriemoordenaar Charles Hoyt, die Jane jaren geleden flink heeft getraumatiseerd en nu in de gevangenis zit, en Jane besluit daarom zo lang bij Maura te logeren tot de moordenaar is opgepakt. De volgende dag hoort Jane dat Hoyt is ontsnapt uit de gevangenis. Hierna hoort zij dat er ingebroken is in haar appartement, daar aangekomen wordt zij ontvoerd door iemand die verkleed is als lijkschouwer en haar in een bestelwagen trekt. Dan ziet zij Hoyt uit een lijkzak komen en vervolgens haar onder schot houdt. De neplijkschouwer, een handlanger van Hoyt, spuit dan een verdovingsmiddel in bij Jane. Wanneer Jane weer bij haar positieven is merkt zij dat haar handen en voeten vastgebonden zitten. Later lukt het om te ontsnappen en kan dan de handlanger uitschakelen en kan zo wraak nemen op Hoyt. |            |                                    |                  |                         | |                   |  |
| 2 | 2          | Boston Strangler Redux             | Michael M. Robin | Janet Tamaro            | Joey Grant - Nate Tom Bower - Redmond Jones Omar J. Dorsey - Big Mo Eve Brenner - mrs. Jones Brian Dennehy - rechercheur Kenny Leahy David Ury - Sandy Grotty                          | 19 juli 2010      |  |
| Wanneer een lijk vanaf een brug wordt gedropt op een veld, waar op dat moment een honkbalwedstrijd bezig was tussen de politie en drugsunit, gaat het politieteam op onderzoek uit. Bij het lijk vindt Frankie een stuk autoband, hij denkt dat dit van een auto komt. Op het politiebureau ontdekt Vincent dat de promotie tot brigadier aan zijn neus voorbij gaat. Deze promotie gaat naar Joey, een oude rivaal van Jane. Dan krijgt Jane een telefoontje met het bericht dat er weer een lijk is gevonden, dit vinden Jane en Maura toch zorgelijk nu er twee lijken worden gevonden op een dag. Als het team lukt de identiteiten te achterhalen van de slachtoffers valt het hen op dat zij dezelfde namen hebben als twee slachtoffers van de Boston Strangler, een moordenaar die in de zestiger jaren dertien vrouwen heeft vermoord. Hierdoor geloven zij dat de Boston Strangler weer terug is, en dat diegene die nu gevangen zit onschuldig is. Jane overlegt met Joey over hun bevindingen dat de Boston Strangler weer terug is, hij geloofd dit niet en denkt dat er een na-aper bezig is. Vincent onderzoekt dan samen met Jane de oorspronkelijke Boston Strangler-zaak en ontmoeten de rechercheur die zich hiermee bezighield. Dan ontdekken zij wie de werkelijke dader is en wanneer Jane en Maura de verdachte willen aanhouden worden zij door hem gegijzeld. Het lukt Maura hem te steken met een scalpel en dan kan Jane hem definitief uitschakelen met een slag van een honkbalknuppel. Ondertussen heeft Maura een romantisch etentje met een man, zij analyseert hem en komt tot de ontdekking dat hij waarschijnlijk lijdt aan het syndroom van Marfan. Wanneer zij dit aan hem vertelt neemt hij snel de benen. Maura wil Barry helpen om over zijn angst voor dode mensen te komen en nodigt hem uit om een autopsie bij te wonen. Tijdens het onderzoek vertelt Maura aan Jane dat zij haar broer niet zo hard moet aanpakken, Jane bekent dat zij van haar broer houdt maar dat hij nog niet klaar is om rechercheur te worden. |            |                                    |                  |                         | |                   |  |
| 3 | 3          | Sympathy for the Devil             | Roxann Dawson    | Joel Fields             | Deidrie Henry - Beatrice Senna Michael Jace - Malcolm Senna Laura Leigh Hughes - Alicia Senna Charles Malik Whitfield - pastoor Osorio Coku / Reginald Perry Allen Maldonado - Cruncha | 26 juli 2010      |  |
| Wanneer de jonge immigrant Mathius Senna vermoord wordt gevonden gaat het team op onderzoek uit. Na de autopsie vermoedt Jane dat Mathius gedood werd door een exorcisme ritueel. De moeder van Mathius vertelt dan dat hij vervloekt was door de duivel en zij zocht toen hulp bij een kerk, dat geleid wordt door een ex-gevangene. De ouders van Mathius zijn gescheiden en de vader was hard bezig om de voogdij over zijn zoon te krijgen. Ondertussen regelt Angela een etentje tussen Jane en inspecteur Grant, dit tot ergernis van Jane. Vincent wordt gedwongen om zijn papierwerk uit te voeren op een tafel in een nabijgelegen koffiehuis. |            |                                    |                  |                         | |                   |  |
| 4 | 4          | She Works Hard for the Money       | Arvin Brown      | Dave Caplan             | Crystal Reed - Natalie Joe Egender - Lucas Bilton Joel Brooks - Roger Raphael Sbarge - mr. Davis Jayson Blair - Brandon Lewis Rodney Eastman - Mo Monee                                | 2 augustus 2010   |  |
| Wanneer de studente Danielle Davis van de universiteit op klaarlichte dag wordt doodgeschoten op de campusterrein gaat het team op onderzoek uit. Volgens de vader van Danielle was zij de perfecte dochter en studeerde met een beurs in voetbal en was alom geliefd. Echter ontdekken zij dat Danielle haar beurs recentelijk verloor door een zware blessure, het lukte haar echter wel om het schoolgeld van $57,000 te betalen. Zij vinden dan bewijs dat Danielle dit kon betalen omdat zij werkte als prostituee. Jane denkt dat zij de zaak op kan lossen zodra zij haar pooier heeft gevonden. Tevens ontdekken zij dat Danielle haar relatie met haar vriend recentelijk heeft verbroken en een affaire had met een leraar. Ondertussen helpt Jane haar moeder nadat haar auto het begeven heeft. |            |                                    |                  |                         | |                   |  |
| 5 | 5          | Money for Nothing                  | Nelson McCormick | Dave Caplan Joel Fields | Mark-Paul Gosselaar - Garrett Fairfield Warren Kole - Sumner Fairfield Maxine Bahns - Jocelyn Fairfield Peter Onorati - Robert Colburn                                                 | 9 augustus 2010   |  |
| Wanneer Adam Fairfield, hoofd van een rijke familie, dood wordt gevonden gaat het team op onderzoek uit. Maura is een goede bekende van de familie omdat zij een relatie heeft gehad met de jongere broer van Adam. Jane wil deze zaak behandelen zoals alle andere, Maura denkt dat zij de familie nog met rust moet laten omdat zij de doodsoorzaak nog niet weet. Jane denkt dat Maura bang van de familie is omdat zij rijk zijn en veel invloed hebben. Het lukt Maura om de doodsoorzaak te achterhalen en vindt bewijzen dat Adam vermoord is. Tevens vindt zij bewijzen die hen naar de moordenaar lijdt, het betreft een trui van kasjmier. Ondertussen ontdekt Jane dat haar moeder sportdrankjes verkoopt in lokale cafés. |            |                                    |                  |                         | |                   |  |
| 6 | 6          | I Kissed a Girl                    | Michael Zinberg  | Alison Cross            | Missi Pyle - eigenaresse Merch Antonio Sabato jr. - Jorge Brenda Strong - Mel Gaynor-Randle Ethan Phillips - John J. Murray Raya Meddine - Claire                                      | 16 augustus 2010  |  |
| Wanneer Jane en Maura deelnemen aan een yogales worden zij opgeroepen naar een dode vrouw die gevonden is in een steeg. Wanneer Jane en Vincent haar man willen opzoeken ontdekt Maura dat het slachtoffer getrouwd was met een vrouw. Wanneer zij een gesprek aangaan met haar vrouw staat zij erop dat Boston hun huwelijk erkent, en dat zij het recht heeft om te weten wie haar vrouw heeft vermoord. Jane vindt het verdacht dat het slachtoffer verkracht en vermoord werd nadat zij al dood was. Zij vinden een stempel op de hand van het slachtoffer van een club voor lesbiennes, en zij zoeken dan de eigenaresse van de club op. De eigenaresse beweert dat zij de dader moeten zoeken onder de mensen die een haar uitdragen naar homohuwelijken. Maura wordt nu undercover naar de club gestuurd waar zij als serveerster gaat werken, zo kan zij vingerafdrukken verzamelen van de gasten. Ondertussen regelt Maura een afspraakje voor Jane met een yogaleraar. |            |                                    |                  |                         | |                   |  |
| 7 | 7          | Born to Run                        | Matt Penn        | David Gould             | Balthazar Getty - Tom Garvin Sam Lerner - Quinn Lily Knight - mrs. Brown Andrea Bogart - Courtney Brown Michael Rodrick - Jim Filmore Darryl Alan Reed - Rondo                         | 23 augustus 2010  |  |
| Jane en Maura rennen mee met de Boston Marathon, dit wordt echter verstoord als er twee deelnemers worden doodgeschoten. Jane is bang dat er grote paniek uitbreekt als dit openbaar wordt en besluit dit stil te houden voor de overige deelnemers. Zij vermoedt dat de dader gezocht moet worden onder de deelnemers. Samen met Vincent en Barry ontdekken zij dat de slachtoffers elkaar kenden van highschool. Tevens ontdekken zij dat de twee slachtoffers samen met nog iemand destijds weg zijn gekomen met een verkrachting. Zij vermoeden dat er iemand uit is op wraak en gaan nu op jacht naar de derde persoon die ook meeloopt in de marathon, en naar de dader die ook jacht maakt op deze persoon. |            |                                    |                  |                         | |                   |  |
| 8 | 8          | I'm Your Boogie Man                | Mark Haber       | Janet Tamaro            | Scottie Thompson - Lola Tony T. Bowie - politieagent Jarred Kjack - James Stern | 30 augustus 2010  |  |
| Wanneer een lichaam wordt gevonden in het park dat al twee jaar werd vermist gaat het team op onderzoek uit. Zijn keel is doorgesneden en deze methode brengt Jane en het team naar Charles Hoyt, een seriemoordenaar die jaren geleden door Jane gevangen is gezet. Hoyt zit in de gevangenis en heeft iemand van buiten de opdracht gegeven voor de moord. Tegelijkertijd wordt de vrouw van het slachtoffer ook vermist. Jane krijgt de opdracht om zich afzijdig te houden van deze zaak aangezien zij een verleden heeft met Hoyt. Maura probeert in de gedachten van Hoyt te komen om zo de dader te kunnen achterhalen, Jane moet ondertussen haar angsten onder controle zien te krijgen die zij heeft voor Hoyt. Ondertussen heeft Frankie een nieuwe vriendin, Lola, die werkzaam is als serveerster. |            |                                    |                  |                         | |                   |  |
| 9 | 9          | The Beast in Me                    | Adam Arkin       | Karina Csolty           | Jack Conley - Murray Chris Coy - Drew Beckett Omar J. Dorsey - Big Mo John Doman - Patrick Doyle Michael Antosy - Colin Doyle                                                          | 6 september 2010  |  |
| Wanneer Colin Doyle vermoord achter het stuur van zijn auto wordt gevonden gaat het team op onderzoek uit. In de kofferbak vinden zij diverse valse paspoorten en identiteitskaarten, en ontdekken dat Colin een identiteitsdief was en zo onschuldige mensen hun spaargeld afnam. Maura ontdekt tijdens de autopsie dat Colin is vermoord door een ijspriem. Als het team ontdekt dat Colin de zoon was van de maffiabaas Patrick Doyle denken zij dat iemand Colin heeft vermoord om zo Patrick te raken. Maura ontdekt dan, tot haar grote ontzetting, dat Colin haar biologische broer is en dat Patrick haar biologische vader is. Ondertussen regelt Frankie loodgieterswerk voor zijn vader in zijn favoriete café, dit eindigt met nachtwerk voor hem en zijn vader. |            |                                    |                  |                         | |                   |  |
| 10 | 10         | When the Gun Goes Bang, Bang, Bang | Michael M. Robin | Janet Tamaro            | Erik Palladino - rechercheur Bobby Marino Christopher Bello - rechercheur Danny Clark Melonie Diaz - Mia Jack Conley - Murray                                                          | 13 september 2010 |  |
| Wanneer een undercoveragent vermoord wordt gevonden in een warenhuis wordt het hele team op het onderzoek gezet. Terug op het hoofdbureau ondervraagt Jane een getuige, dit wordt wreed verstoord als een groep drugsdealers het bureau binnenstormen en een politieagent doodschieten. Tijdens de schietpartij wordt Frankie geraakt waarbij hij zwaar gewond raakt, hij wordt snel naar de afdeling van Maura gebracht waar zij uit alle macht proberen Frankie te redden. Het kan nog slechter als Jane onder schot wordt gehouden door de schutter, dit blijkt iemand te zijn die zij nooit verdacht hadden. Om hem te kunnen pakken moet Jane echter een ultiem offer brengen. Ondertussen organiseren de ouders van Jane en Frankie een welkom feest voor hun broer Tommy, die na jaren vrijkomt uit de gevangenis. |            |                                    |                  |                         | |                   |  |